# Tenuipalpus grevilleae
Tenuipalpus grevilleae är en spindeldjursart som beskrevs av Gutierrez och Schicha 1982. Tenuipalpus grevilleae ingår i släktet Tenuipalpus och familjen Tenuipalpidae. Inga underarter finns listade i Catalogue of Life.